# Wolfram Kistner
Wolfram Kistner (* 19. Februar 1923 in Hermannsburg (Südafrika); † 4. Dezember 2006 in Johannesburg) war ein südafrikanischer lutherischer Pastor, Theologe und Apartheid-Gegner.

## Leben
Kistner studierte Evangelische Theologie, Erziehungswissenschaften und Geschichte in Südafrika, Deutschland und den Niederlanden; promovierte 1948 an der Universität Groningen in Geschichte. Nach seiner Ordination am 14. Dezember 1952 in Oberkotzau arbeitete er von 1952 bis 1955 als Pfarrer in der Evangelisch-lutherischen Landeskirche Hannovers und anschließend als Lehrer an der Deutschen Schule Hermannsburg, die er von 1965 bis 1969 leitete. Nach theologischer Dozentur an der Universität von Natal (seit 2004 Universität von KwaZulu-Natal) in Pietermaritzburg wurde er 1976 Direktor der Abteilung für Gerechtigkeit und Versöhnung beim Südafrikanischen Kirchenrat. Unter der Notstandsgesetzgebung im Apartheidsstaat wurde auch er 1986 für eine Woche verhaftet und anschließend ein halbes Jahr unter Hausarrest gestellt.
Nach seiner Pensionierung zum 1. März 1988 wurde er gemeinsam mit Christiaan Frederick Beyers Naudé Leiter des Ecumenical Advice Bureau in Johannesburg. 
Am 26. April 1988 erhielt er das Bundesverdienstkreuz am Bande, das ihm am 25. Oktober 1988 in der deutschen Botschaft in Pretoria verliehen wurde. Im Jahr 2006 erhielt er vom Büro des Staatspräsidenten den Order of the Baobab.
Er starb am 4. Dezember 2006, nachdem wenige Wochen zuvor ein fortgeschrittener Magenkrebs diagnostiziert worden war.

## Schriften (Auswahl)
- Outside the Camp. A collection of writings by Wolfram Kistner. Hrsg. von Hans Brandt. South African Council of Churches, Johannesburg 1988.
- Justice and righteousness like a never-ending stream: Essays, reflections and discussion documents. South African Council of Churches, Johannesburg 2008.
- Gerechtigkeit und Versöhnung: Theologie und Kirche im Transformationsprozess des neuen Südafrika. Sammelband mit Beiträgen aus den Jahren 1985 bis 2006. Hrsg. von Rudolf Hinz, Christian Hohmann und Hanns Lessing. Lutherisches Verlagshaus, Hannover 2008 (Buch-Präsentation; PDF; 6,2 MB)